# 평택항 사고
평택항 사고는 2021년 4월 22일 새벽에 경기도 평택시에 소재한 평택·당진항에서 대학생 이선호가 산업재해로 사망한 사고이다.

## 전개
평택·당진항 부두에서 학비 마련을 할 작정으로 아르바이트를 하던 대학생 이선호는 안전 관리를 소홀히 한 원청업체와 하청업체에 의하여 300kg 무게의 컨테이너 일부분에 깔려 2021년 4월 22일 새벽에 사망했다. 그의 평소의 업무와 다른 업무에 투입된 첫날에 일어난 사고 현장에 안전관리자와 안전장비는 없었다고 알려졌다. 사측이 사과하고 책임지지 않아 이선호의 발인은 오랫동안 진행되지 못했다. 그의 발인은 6월 16일에 재발 방지 대책 등 합의가 완료되자 6월 19일에 비로소 이루어졌다.

## 대응
고용노동부는 6월 7일에 이 사건에 관한 특별점검으로 원청업체 동방이 기본적 안전 조치를 소홀히 했고 하청업체 우리인력이 아닌 원청업체가 하청 근로자인 이선호에게 직접 작업을 지시했음을 밝혀냈다. 정부는 7월 9일에 고용노동부 평택지청이 이 사건의 현장을 조사했고 고용노동부와 경찰이 이 사건의 수사를 진행했으며 관계 부처 합동으로 유사한 사고의 발생을 막을 수 있게 전국 항만사업장 점검을 실시했다고 말했다.
7월 27일에 국무회의에서 항만안전특별법이 의결됨으로써 항만사업장을 운영하는 하역사의 안전 관리 철저를 규율했다.

## 논란
이선호의 사망과 인접한 때인 4월 24일 23시경부터 손정민과 친구 A는 4월 25일 2시경까지 한강변에서 술을 마셨다. 4월 25일 새벽에 실종된 손정민은 경찰과 민간구조사의 수색이 며칠 동안 진행되고서 4월 30일 15시 50분경에 시신으로 발견되었다. 장례식장에 안치되었던 손정민은 장례 절차가 끝나고 5월 5일에 서울추모공원에서 화장되었다.
손정민의 부친 손현을 비롯, 그의 유족들은 손정민과 함께 밤새 술을 마셨던 친구 A를 여러 정황으로 의심한다. 언론계에서는 동시기에 산업재해로 사망한 청년 이선호에 대한 보도와 손정민에 대한 보도의 수의 격차와 또 손정민의 사망을 둘러싼 선정적 보도의 양산을 비판하면서 죽음의 계급화라고 칭했다.